# Almita
Almita é um gênero de mariposa pertencente à família Crambidae.